# Scotopteryx nevadina
Scotopteryx nevadina är en fjärilsart som beskrevs av Eugen Wehrli 1927. Scotopteryx nevadina ingår i släktet backmätare, och familjen mätare. Inga underarter finns listade.